# مدیسون مارش
مدیسون ایزابلا مارش (به انگلیسی: Madison Isabella Marsh)، دارندهٔ تاج دوشیزه آمریکا در سال ۲۰۲۴ و خلبان نیروی هوایی آمریکا است. مارش قبلاً تاج دوشیزه کلرادو را نیز در سال ۲۰۲۳ به دست آورده بود. مارش چهارمین زن اهل کلرادو و اولین عضو نیروهای مسلح ایالات متحده است که برندهٔ دوشیزه آمریکا می‌شود.
مارش علاوه بر حرفه نمایشی، ستوان دوم نیروی هوایی ایالات متحده است.

## زندگی
مارش در فورت اسمیت، آرکانزاس به دنیا آمد. مادرش زمانی که مارش ۱۷ ساله بود بر اثر سرطان لوزالمعده درگذشت و باعث شد مارش به یک فعال برای آگاهی و پیشگیری از سرطان لوزالمعده تبدیل شود. او در سال ۲۰۱۹ بنیاد ویتنی مارش را به افتخار مادرش تأسیس کرد که برای تحقیقات سرطان بودجه جمع‌آوری می‌کند.
او در کودکی در کمپ‌های فضایی و آموزش‌های پرواز شرکت کرد که باعث شد در آکادمی نیروی هوایی ایالات متحده در شهرستان ال پاسو، کلرادو ثبت‌نام کند و در سال ۲۰۲۳ در رشته اخترفیزیک فارغ‌التحصیل شود. مارش پس از فارغ‌التحصیلی، ستوان دوم نیروی هوایی ایالات متحده شد. او بعداً در مدرسه جان اف. کندی دانشگاه هاروارد ثبت‌نام کرد تا در مقطع کارشناسی ارشد سیاست عمومی تحصیل کند.

## افتخارات
در سال ۲۰۲۳، مارش برندهٔ «دوشیزه آکادمی ۲۰۲۳» شد که یک مسابقه برای زنان شرکت‌کننده در آکادمی نیروی هوایی ایالات متحده است. به عنوان دوشیزه آکادمی، او واجد شرایط مسابقه «دوشیزه کلرادو» شد که در ماه مه ۲۰۲۳ برگزار شد و تاج این مسابقه را به‌دست‌آورد. این سومین تلاش او برای رقابت برای عنوان دوشیزه کلرادو بود. مارش به عنوان دوشیزه کلرادو، اولین شرکت‌کننده در رقابت دوشیزه آمریکا است که به‌عنوان یک افسر نظامی فعال بوده است. مارش به عنوان بخشی از جایزه خود، ۵۰۰۰۰ دلار بورس تحصیلی برای ادامه تحصیل دریافت کرد.